# Czarno na białym (program telewizyjny)
Czarno na białym – magazyn reporterów TVN24.
Od maja 2023 piątkowe wydania nie są emitowane w związku z wydłużeniem programu „Kampania bez Kitu” (obecnie „Bez Kitu”).

## Charakterystyka programu
W każdym wydaniu program skupia się na kilku (najczęściej 4-5) wydarzeniach, niekoniecznie na najświeższych i politycznych. Program nie jest nadawany w okresie wakacyjnym.
Znaczenie ma waga tematu oraz jego wpływ na życie polityczno-społeczne. Program został zawieszony od 11 marca 2020 roku z powodu pandemii koronawirusa, powrócił na antenę od 31 sierpnia 2020 roku.

## Prowadzący

### Obecnie
- Patrycja Redo-Łabędziewska (od 2012)[4]
- Tomasz Jaworski (od 2024)[5].

### Dawniej
- Tomasz Sekielski (od stycznia 2011 do kwietnia 2012)[6]
- Tomasz Marzec (w latach 2012-2020)[6]
- Juliusz Kaszyński[7].